# Lenka Ptáčníková
Lenka Ptáčníková (16 gennaio 1976) è una scacchista islandese di origine cecoslovacca.
Ottenne il titolo di Grande maestro femminile nel 2000.
Nel 2004 si trasferì dalla Federazione di scacchi della Repubblica Ceca alla Federazione di scacchi islandese.

## Principali risultati
Vinse due volte il Campionato femminile della Repubblica Ceca (1994 e 1996) e dodici volte il Campionato islandese femminile dal 2006 al 2021 (record del campionato).
Partecipò a 11 edizioni delle Olimpiadi degli scacchi:
- cinque volte con la nazionale femminile della Repubblica Ceca dal 1994 al 2002;
- sei volte con la nazionale femminile dell'Islanda dal 2004 al 2014.

Vinse la sezione femminile del Campionato nordico nel 2005 e nel 2017.